# Szabó Éva (teniszező)
Szabó Éva (Szombathely, 1945. október 30. – 2022. november 7. vagy előtte) magyar teniszező, edző. 1973-ban és 1974-ben az év magyar női teniszezőjének választották.

## Pályafutása
1964-ben érettségizett a szombathelyi Közgazdasági Technikumban, 1974-ben a TFTI-n edző oklevelet szerzett.
1956 és 1964 között a Szombathelyi Haladás, 1964 és 1985 között a Vasas teniszezője volt. Nevelőedzője Asbóth Sándor, edzői Somogyi József, Bujtás Balázs és Tóth László voltak.
Egyesben hatszoros, női párosban hétszeres, vegyes párosban kilencszeres magyar bajnok, ötszörös csapatbajnok volt. Összesen 27 magyar bajnok címet nyert. 1970 és 1977 között az Európa bajnokságokon három ezüst- és hat bronzérmet szerzett. Monte-Carlóban elődöntős, a Roland Garroson pedig negyeddöntős volt. Legjobb világranglista-helyezése: 37.
1964 és 1979 között a magyar válogatott keret tagja volt. 1973-ban és 1974-ben az év magyar női teniszezőjének választották.
1980-tól edzőként is tevékenykedett. 1980 és 1982 között a Vasas ifjúsági csapatának edzője; 1986-tól a Haladás VSE edzője volt.
A veterán mezőnyben világ- és Európa-bajnok volt.

## Pályafutásának döntői

### Egyéni döntői (7–4)
| Eredmény | No. | Dátum           | Helyszín               | Borítás | Ellenfél a döntőben | Döntő eredménye |
| -------- | --- | --------------- | ---------------------- | ------- | ------------------- | --------------- |
| Győzelem | 1.  | 1966 augusztus  | Budapest, Magyarország | Salak   | Bardóczy Klára      | 8–6, 6–3        |
| Győzelem | 2.  | 1967 augusztus  | Budapest, Magyarország | Salak   | Fehér Gyöngyi       | 6–3, 6–2        |
| Vereség  | 1   | 1968 szeptember | Budapest, Magyarország | Salak   | Polgár Erzsébet     | 4–6, 6–8        |
| Győzelem | 3.  | 1970 július     | Budapest, Magyarország | Salak   | Graczol Ágnes       | 6–3, 6–1        |
| Vereség  | 2.  | 1970 október    | Bukarest, Románia      | Salak   | Judith Dibar        | 2–6, 1–6        |
| Vereség  | 3.  | 1971 július     | Budapest, Magyarország | Salak   | Szörényi Judit      | 2–6, 2–6        |
| Győzelem | 4.  | 1971 szeptember | Budapest, Magyarország | Salak   | Széll Erzsébet      | 4–6, 6–4, 6–2   |
| Vereség  | 4.  | 1973 augusztus  | Pescara, Olaszország   | Salak   | Olga Morozova       | 0–6, 6–1, 7–9   |
| Győzelem | 5.  | 1973 szeptember | Budapest, Magyarország | Salak   | Klein Beatrix       | 6–3, 6–3        |
| Győzelem | 6.  | 1974 szeptember | Budapest, Magyarország | Salak   | Borka Katalin       | 6–2, 6–3        |
| Győzelem | 7.  | 1975 július     | Budapest, Magyarország | Salak   | Renáta Tomanová     | 2–6, 7–5, 6–4   |

### Páros döntői (6–2)
| Eredmény | No. | Dátum           | Helyszín                        | Borítás | Partner        | Ellenfél a döntőben                   | Döntő eredménye |
| -------- | --- | --------------- | ------------------------------- | ------- | -------------- | ------------------------------------- | --------------- |
| Győzelem | 1.  | 1966 augusztus  | Budapest, Magyarország          | Salak   | Bardóczy Klára | Széll Erzsébet Fehér Gyöngyi          | 6–3, 4–6, 7–5   |
| Győzelem | 2.  | 1968 augusztus  | Budapest, Magyarország          | Salak   | Jószay Klára   | Bardóczy Klára Széll Erzsébet         | 6–0, 6–1        |
| Vereség  | 1.  | 1970 július     | Budapest, Magyarország          | Kemény  | Szörényi Judit | Miloslava Holubová Vlasta Vopičková   | 5–7, 4–6        |
| Vereség  | 2.  | 1970 augusztus  | Budapest, Magyarország          | Salak   | Graczol Ágnes  | Jevgenyija Izopajtisz Irena Škulj     | 1–6, 3–6        |
| Győzelem | 3.  | 1974 április    | Monaco, Monaco                  | Salak   | Heide Orth     | Lea Pericoli Daniela Porzio           | 6–4, 7–6        |
| Győzelem | 4.  | 1974 július     | Kitzbühel, Ausztria             | Salak   | Klein Beatrix  | Ana María Arias Iris Riedel-Kühn      | 6–1, 6–4        |
| Győzelem | 5.  | 1974 szeptember | Szkopje, Jugoszlávia            | Salak   | Klein Beatrix  | Fiorella Bonicelli Miloslava Holubová | 6–3, 6–4        |
| Győzelem | 6.  | 1975 március    | Beaulieu-sur-Mer, Franciaország | Salak   | Klein Beatrix  | Antonella Rosa Monique Van Haver      | 4–6, 6–3, 7–5   |

## Sikerei, díjai
- Az év magyar női teniszezője (1973, 1974)
- Magyar Tenisz Szövetség életműdíja (2006)
- Európa-bajnokság – egyes
  - 2.: 1973
  - 4.: 1974
- Európa-bajnokság – női páros
  - 3. (2): 1972, 1973
- Európa-bajnokság – vegyes páros
  - 2. (2): 1975, 1976
  - 3. (4): 1970, 1972, 1974, 1977
- Magyar bajnokság – egyes
  - bajnok (6): 1966, 1967, 1970, 1971, 1973, 1974
  - 2. (3): 1968, 1976, 1977
  - 3. (3): 1965, 1972, 1975
- Magyar bajnokság – női páros
  - bajnok (7): 1965, 1966, 1967, 1970, 1974, 1975, 1978
  - 2. (6): 1971, 1976, 1977, 1980, 1981, 1982
  - 3. (4): 1964, 1968, 1973, 1983
- Magyar bajnokság – vegyes páros
  - bajnok (9): 1968, 1971, 1972, 1973, 1974, 1975, 1976, 1977, 1978
  - 3. (2): 1982, 1983
- Magyar csapatbajnokság
  - bajnok (5): 1966, 1968, 1970, 1971, 1973